# La Trinité (Martinique)
La Trinité ist eine französische Gemeinde mit 11.622 Einwohnern (Stand 1. Januar 2022) im Übersee-Département Martinique. La Trinité ist eine der drei Unterpräfekturen auf Martinique. Der Ort liegt an der östlichen Küste der Insel. Die Unterpräfektur wurde durch Dekret vom 15. September 1965 eingerichtet und umfasst neben La Trinité noch die Gemeinden L’Ajoupa-Bouillon, Basse-Pointe, Grand’Rivière, Gros-Morne, Le Lorrain, Macouba, Le Marigot, Le Robert und Sainte-Marie.

## Persönlichkeiten
- Louis-Joseph Manscour (* 1945), Politiker
- Alain Ransay (* 1961), römisch-katholischer Geistlicher, Bischof von Cayenne in Französisch-Guayana
- David Régis (* 1968), Fußballspieler und -trainer
- David Alerte (* 1984), Leichtathlet
- Coralie Balmy (* 1987), Schwimmerin
- Malick Bolivard (* 1987), Fußballspieler
- Lénora Guion-Firmin (* 1991), Sprinterin
- Alexe Déau (* 2004), Sprinterin